# يوري ايفانوف (لاعب كرة قدم بلغاري)
يوري ايفانوف (5 يوليو 1982 في بلغاريا - ) (بالبلغارية: Юри Иванов)‏ هو لاعب كرة قدم بلغاري في مركز الدفاع. لعب مع نادي سبارتاك فارنا وفيهرين ساندانسكي وPFC Neftochimic Burgas (2009–2014) ‏ وFC Minyor Pernik ‏ وFC Lokomotiv Mezdra ‏ وPFC Burgas ‏.

## وصلات خارجية
- يوري ايفانوف على موقع قاعدة بيانات كرة القدم.إي يو (الإنجليزية)
- يوري ايفانوف على موقع Soccerway.com (الإنجليزية)